# Cacica
Cacica est une commune du județ de Suceava en Roumanie.